# Hegene
Als Hegene bezeichnet man in der Sportfischerei eine Schnur (von Anglern Vorfach genannt), von der seitlich drei bis fünf kürzere, in der Höhe versetzte Schnüre abgehen (ca. 2 – 5 cm). An diesen Seitenarmen befestigt man Nymphen (Köder in Fliegenlarvenform) oder andere kleine Kunstköder. Am Ende der Hegene befindet sich ein Senkblei oder ein weiterer Köder, beispielsweise ein Pilker. Manchmal ist das Blei auch gleich nach dem vierten Seitenarm angebracht und am Ende befindet sich eine fünfte Nymphe. In der Schweiz wird häufig zwischen Hegene (4 Seitenarme mit Nymphen – Senkblei – 5. Nymphe) und Gambe (5 Seitenarme mit Nymphen – Senkblei) unterschieden. Wobei die Begriffe je nach Region auch synonym verwendet werden.
Die Hegene erlaubt dem Angler, mit mehreren Ködern gleichzeitig und in verschiedenen Tiefen zu fischen. Während man in der Alpenregion Felchen/Maränen oder Renken mit dieser Methode überlistet, wird sie im norddeutschen Raum vor allem auf Barsch eingesetzt.
Angeln mit der Hegene
Wenn man es zum Beispiel auf Felchen abgesehen hat, benötigt man eine Angel mit feiner Spitze, die meist mit einer auffälligen Farbe (Rot, Gelb, Giftgrün) gekennzeichnet ist. Häufig werden mit der Angel auch Wechselspitzen in verschiedenen Stärken mitgeführt. Man lässt die Hegene bis an den Grund sinken und kurbelt sie dann ca. fünf Umdrehungen hoch.
Dann bewegt man die Angelrute immer auf und ab (in einem Radius von ca. 1 m). Dies erfordert sehr viel Geduld und einiges an Durchhaltevermögen. Die Bissanzeige des Felchen bemerkt man kaum (darum die feine Spitze der Angel). Wenn man jetzt also einen Anbiss bemerkt (leichtes Nachgeben der Rutenspitze), muss man sofort anschlagen, da der Fisch den Kunstköder sonst wieder ausspeit.
Der Fisch wird langsam aus der Tiefe an die Oberfläche gedrillt. Wird der Fisch zu schnell an die Oberfläche gedrillt, riskiert der Angler das Ausschlitzen des Hakens aus dem Fischmaul und den Tod des Fisches, da dieser nicht genügend Zeit für den Druckausgleich hatte.
In der Schweiz wird vielfach direkt ab Grund gezogen. Das heißt, es werden keine fünf Kurbelumdrehungen gemacht. Die Aufwärtsbewegungen werden sehr langsam ausgeführt und die Rutenspitze wird dabei nicht aus den Augen gelassen, da man die meisten Bisse eher sieht als spürt.